# Železniška postaja Karaağaç
Postaja Karaağaç (turško Karaağaç Garı) ali pred letom 1971 postaja Odrin (turško Edirne Garı) je bilo ime nekdanje železniške postaje v Odrinu, ki je 4 km jugozahodno od mesta. Trenutno je v njem Fakulteta za likovno umetnost Traške univerze.

## Zgodovina
Leta 1868 je Compagnie des Chemins de Fer Orientaux (CO), Orient Railway Company, prejela koncesijo za gradnjo železnice do Dunaja v Avstriji preko Odrina. Leta 1871 je proga dosegla Odrin, a da bi se izognili gradnji mostu čez reko Marico, so postajo leta 1873 zgradili v Karaağaçu. Odrin je bil nekdanja prestolnica Osmanskega cesarstva, znana po velikih arhitekturah. Današnja postaja je bila zgrajena leta 1914, zasnoval jo je Ahmet Kemaleddin v turškem neoklasicističnem slogu, podobno kot železniška postaja Sirkeci v Carigradu. Po turški osamosvojitveni vojni in podpisu Lausannske pogodbe je bila turško-grška meja na reki Marici, razen odseka Karaağaç, ki je ostal na turškem ozemlju.
Progo so uporabljale Grške državne železnice (OSE) do leta 1971, ko so Turške državne železnice (TCDD) zgradile progo od Pehlivanköya skozi mesto Odrin do bolgarske meje, OSE pa je zgradila kratek odsek med Marasia in Nea Vysso da bi se izognili turškemu ozemlju blizu Odrina. Posledica tega je bila opustitev postaje leta 1971.

## Danes
Po obnovitvenih delih je bila stavba železniške postaje spremenjena v Fakulteto za likovno umetnost Univerze Trakya v Edirnu. Spomenik in muzej Lausannske pogodbe, odprt leta 1998, sta poleg nekdanje železniške postaje.